# Gley
Pour les articles homonymes, voir Gley (homonymie).

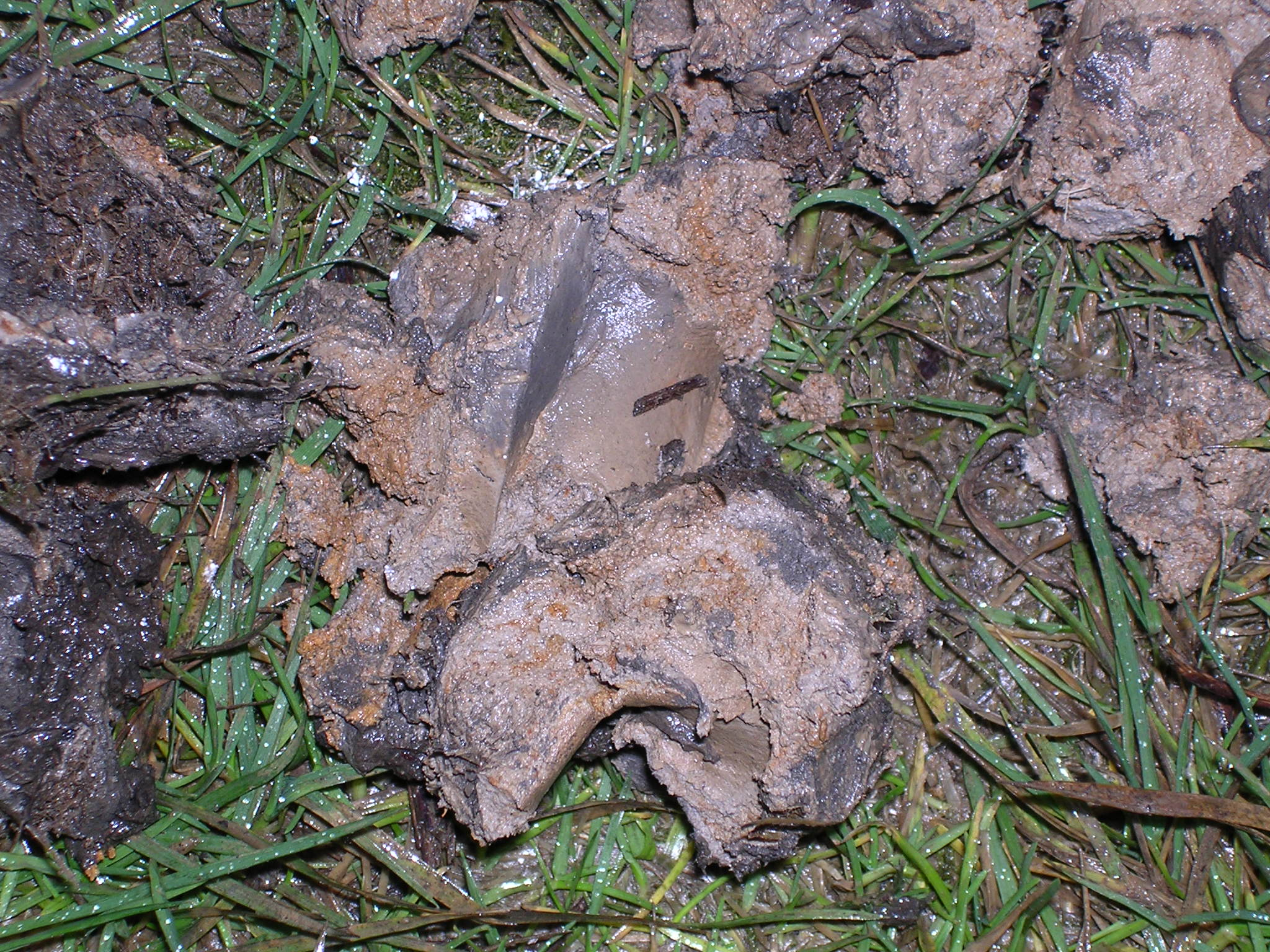
Mottes de sol à gley avec marbrures grises (entourées de débris végétaux).

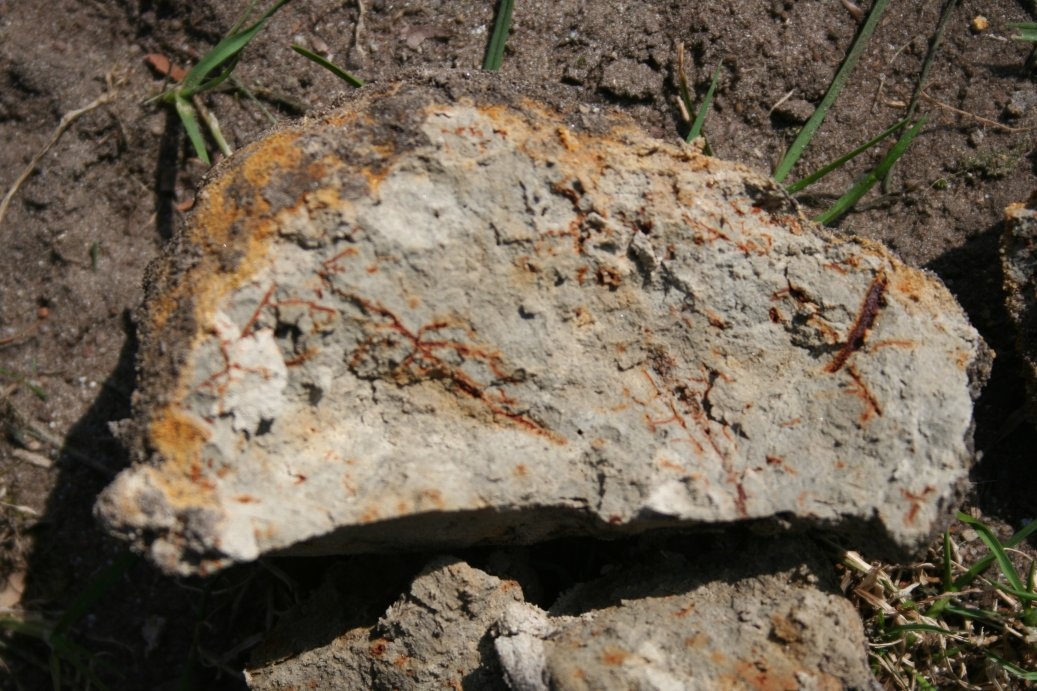
La réoxydation partielle du fer (II) produit des taches orangées de fer (III) dans les discontinuités (fissures, canaux racinaires, terriers de vers de terre…) des couches de gley.

Le gley (de l'ukrainien gleï), ou sol à gley, est un type de sol hydromorphe ou d'horizon pédologique (symbolisé par le suffixe g) à engorgement prolongé par une nappe phréatique d'eau, privée d'oxygène (anoxie), qui provoque des phénomènes d'anaérobiose et de réduction du fer, souvent très défavorables aux végétaux (car causant leur asphyxie).
Les sols à gley présentent des couleurs bleu-vert gris en raison de leur localisation en zone humide. Lors de l'exposition à l'air, le gley devient tacheté de roux, de jaune ou d'orange, à cause de la réoxydation partielle du fer (II) présent dans le sol.

## Formation
Au cours de la formation des sols à gley (processus de gleyfication), l'apport en oxygène atmosphérique (O2) dans le profil vertical du sol ne se fait plus directement à l'état gazeux dans la structure aérée du sol (porosité, fissures accessibles pour les échanges gazeux). L'apport en O2 est limité par sa diffusion à l'état dissout dans l'eau des pores du sol saturé en eau. Les micro-organismes anaérobes du sol utilisent alors d'autres accepteurs terminaux d'électrons comme oxydants à la place de l'O2 (par ordre de pouvoir oxydant décroissant : NO3–, Fe3+, Mn(IV), SO42–, et HCO3–) pour leur respiration cellulaire. En absence d'oxygène et en conditions réductrices, les oxy-hydroxides de fer(III) (FeOOH, Fe2O3·nH2O, ferrihydrite…) sont réduits par la matière organique du sol en hydroxydes de fer(II). C'est le Fe(II) qui donne au sol à gley sa couleur vert-bleu caractéristique. La rouille verte, un hydroxyde double lamellaire (LDH) de Fe (II) et Fe (III) se rencontre dans les sols à gley sous sa forme minérale, la fougèrite.
Les sols à gley peuvent être collants et difficiles à travailler, en particulier lorsque la gleyification est causée par l'eau de surface, stagnante sur une couche peu perméable. Cependant, certains sols à gley associés à des eaux souterraines proches de la surface peuvent être situés au-dessus d'horizons inférieurs perméables, comme des sables, notamment dans les creux humides des systèmes dunaires et dans certaines situations alluviales.
Les horizons profonds des sols à gley se rencontrent là où le drainage des sols est insuffisant parce que le niveau de la nappe phréatique proche de la surface est élevé, tandis que la gleyfication des horizons superficiels se produit lorsque les précipitations ne s'infiltrent pas librement à travers le sol. Un environnement réducteur se rencontre dans les couches saturées en eau, dépourvues d'oxygène, qui prennent alors une couleur chinée gris-bleu caractéristique en raison de leur teneur en Fe(II) et en matière organique. La présence de marbrures rougeâtres ou orangées indique une réoxydation locale et partielle du Fe(II) en Fe(III) dans la matrice du sol. Elle est souvent associée à des canaux racinaires, des terriers de vers de terre, ou à la fissuration du sol pendant les périodes sèches.

## Classification
Les sols à gley sont souvent classifiés simplement en fonction de leur profondeur et de celle de la nappe d'eau qui les sature et limite l'apport en oxygène dissout :
- gleys d'eaux de surface (stagnogleys, gleys stagnants) reposant sur un sous-sol faiblement perméable, en relation avec une nappe d'eau "perchée", et ;
- gleys propres, ou gleys d'eaux souterraines, rencontrés dans des dépressions ou des points bas du relief (bassins) directement en contact avec une nappe phréatique dont le niveau est toujours suffisamment élevé pour priver le sous-sol d'oxygène et assurer des conditions réductrices pérennes.